# Tužinskij rajon
Il Tužinskij rajon (in russo Тужинский район?) è un rajon dell'Oblast' di Kirov, nella Russia europea. Istituito nel 1929, il cui capoluogo è Tuža.